# Весёлка обыкновенная
Весёлка обыкнове́нная, или фаллюс нескромный, или сморчок вонючий, или сморчок подагрический (лат. Phallus impudicus) — гриб-гастеромицет порядка весёлковые, или фаллюсовые (Phallales).
Народные названия:
- «выскочка»
- «чёртово яйцо», «яйцо ведьм»
- «срамотник»
- англ. stinkhorn

Внешний вид гриба определил этимологию его русского, латинского и английского названия.

## Описание
Весёлка — шляпочный гриб высотой 10—30 см.
Молодое плодовое тело яйцевидное, диаметром до 6 см, в основании заметен белый мицелиальный тяж.
Перидий (оболочка) кожистый, гладкий, белый или кремовый, незрелая мякоть студенистая, с редечным запахом. При созревании перидий разрывается на две-три лопасти и имеет вид вольвы.
Проросшее (зрелое) плодовое тело состоит из ножкоподобного рецептакула цилиндрической формы, полого, с губчатыми стенками, белого или жёлтого цвета, размерами 12—22 × 2—4 см. На верхушке рецептакула находится колокольчатая шляпка высотой 4—5 см, с ячеистой поверхностью, покрытая слизистой тёмно-оливковой глебой. Наверху шляпки имеется плотный диск с отверстием. Зрелый гриб имеет сильный неприятный запах гниющих остатков или падали.
В литературе имеются сведения о том, что скорость роста весёлки обыкновенной одна из самых больших скоростей роста в природе и может достигать 5 мм в минуту. Этот показатель превышает скорость роста бамбука, который часто приводится как хрестоматийный пример абсолютного достижения скорости роста в мире растений.
Споровый порошок желтоватый, споры 3,5—5 × 1,5—2 мкм, эллипсоидно-цилиндрические, гладкие.

## Экологияи распространение
Может быть сапрофитом или образует микоризу с дубом, буком, некоторыми кустарниками.
Споры распространяются мухами и другими насекомыми, привлекаемыми запахом гриба.
Встречается повсеместно, особенно часто в широколиственных лесах, предпочитает богатые перегноем почвы. Распространена в Европе, на Кавказе, в Сибири, на Дальнем Востоке.
Плодовые тела появляются одиночно или группами.
Сезон — с мая по октябрь.

## Сходные виды
Весёлка Адриана: отличается розово-фиолетовым окрасом перидия (оболочки яйца), а также, в отличие от P. impudicus, при созревании имеет довольно приятный дрожжевой запах.

## Пищевые качества
Гриб съедобен как в дородовом возрасте (в виде яйца), так и только что проросшем виде, считается вкусным. Во Франции употребляется в сыром виде. После полного прорастания через некоторое время (несколько часов, день) гриб не рекомендуется к употреблению, поскольку запускаются процессы гниения и естественного разложения.

## Лечебные свойства
В народной медицине используются водные и спиртовые настойки из свежих или высушенных плодовых тел весёлки. Настойку на водке ранее применяли при «болях в животе», промывали ею раны, с помощью весёлки лечили подагру и почечные заболевания.
Под названием «земляное масло» применяется при подагре, ревматизме, некоторых заболеваниях желудка.

## Легенды и поверья
Специфическая форма гриба и изменение запаха в процессе роста вызывали интерес у людей.
«Яйцо ведьм» считалось лучшим средством, чтобы вызывать чувство любви, а зрелый гриб считался ядовитым.

## Меры охраны
Вид Фаллюс нескромный занесён в Красную книгу Свердловской области.